# 鬼池村
鬼池村（おにいけむら）は熊本県の天草諸島、天草下島に存在していた村。

## 歴史
- 1889年（明治22年）4月1日 - 町村制の施行に伴い、単独で自治体を形成。
- 1955年（昭和30年）5月1日 - 鬼池村が二江町、御領村、手野村、城河原村と合併して五和町が発足。